# IBM PCjr
O IBM PCjr (leia-se "PC júnior") foi a primeira tentativa da IBM de entrar no mercado de computadores domésticos e educativos de custo relativamente baixo. O PCjr, modelo IBM 4860, conservou a UCP Intel 8088 e a interface BIOS do IBM PC por motivos de compatibilidade, mas as diferenças de arquitetura do PCjr, bem como outras decisões relativas a design e implementação, terminaram por levar esta máquina ao fracasso comercial.

## Características
Anunciado em 1 de novembro de 1983 e comercializado a partir de março de 1984, o PCjr era vendido em dois modelos: o 4860-004, com 64 Kb de memória, vendido a US$669; e o  4860-067, com 128 Kb de memória e um acionador de disquetes de 5 1/4", 360 Kb, vendido a US$1269.
O PCjr prometia um alto grau de compatibilidade com o IBM PC, o qual já era um computador de uso comercial muito popular, e oferecia gráficos coloridos e som melhores do que o altifalante e a placa gráfica CGA do IBM PC padrão e seus compatíveis da época. Em acréscimo, sua CPU Intel 8088 de 4,77 MHz era mais rápida do que a de outros computadores destinados ao mercado doméstico e seu teclado sem-fio com comunicação por infravermelho (alimentado por pilhas AA), prometia um grau de conveniência que nenhum de seus competidores possuía. Dois slots frontais para cartuchos permitiam o carregamento fácil de jogos e outros programas. Outra prova do objetivo da IBM em vender a máquina para uso doméstico, era a existência de duas portas embutidas para joystick, bem como de uma porta para caneta óptica, a qual funcionava com um limitado número de aplicativos projetado para ela.
Diferentemente do IBM PC, contudo, as expansões de hardware do PCjr eram feitas externamente, através de módulos conhecidos como sidecars, plugados lado a lado num slot lateral do PCjr, o que aumentava sua largura.

## Falhas de comercialização

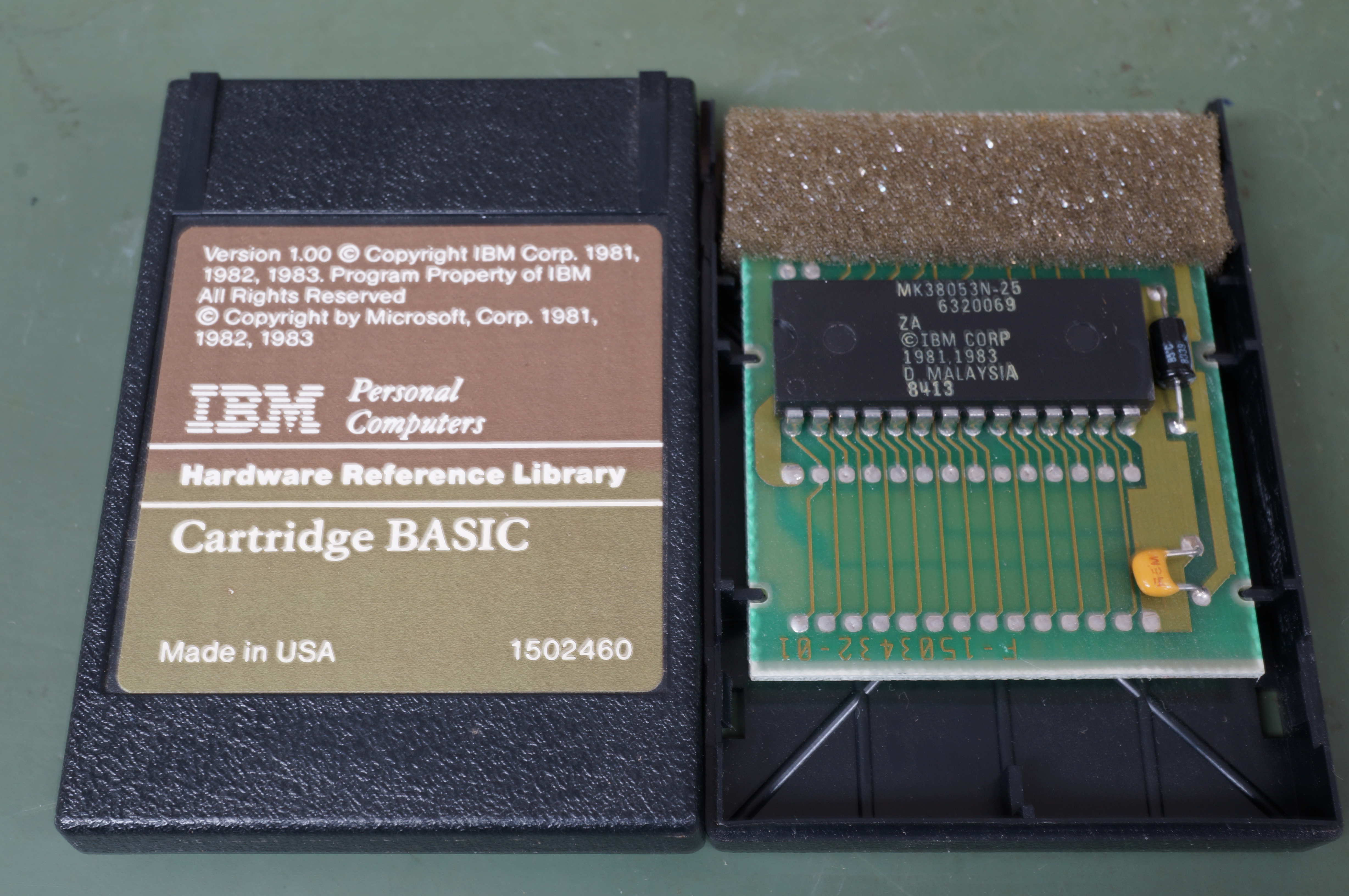
Cartucho do IBM PCjr.

O PCjr foi lançado com uma grande campanha publicitária prévia, incluindo a cobertura ao vivo pelos meios de comunicação do anúncio do lançamento do produto. A Ziff-Davis, editora responsável pela bem-sucedida PC Magazine, lançou o primeiro número da PCjr Magazine antes mesmo que as primeiras unidades do PCjr deixassem a fábrica. Observadores esperavam que o PCjr mudasse o mercado de computadores domésticos da mesma forma que o IBM PC sozinho havia feito com o mercado comercial, dois anos antes.
Todavia, o PCjr nunca foi bem recebido. O primeiro alvo das críticas foi o teclado; a IBM havia escolhido um teclado chiclete sem fio, semelhante ao de uma calculadora de bolso, com grandes espaços entre as teclas para que coberturas contendo instruções de pacotes de software pudessem ser encaixadas nele. As críticas faziam referências ao aspecto reles e a dificuldade de se digitar em tal teclado. A IBM acabou substituindo-o gratuitamente por outro modelo sem fio, com teclas mais adequadas — porém, apenas 62 delas, sem teclado numérico reduzido e sem teclas de função separadas como no IBM PC. O design, se comparado ao dos competidores, também deixava a desejar. 
Custando US$ 669, o PCjr não possuía um preço competitivo. Ele custava mais que o dobro de um Commodore 64 ou Atari de 8 bits; seu preço estava próximo do de um Coleco Adam, mas o Adam também incluía dois gravadores de cassetes, uma impressora e software. Com exceção do Apple II, era possível comprar um sistema computacional completo (computador, acionador de disquetes, impressora e monitor) de praticamente qualquer um dos concorrentes da IBM por preço inferior ao da versão básica do PCjr.
Muitas pessoas faziam comparações negativas entre o PCjr e o IBM PC em vez de fazê-lo em relação às máquinas com as quais o PCjr competia diretamente. Embora a a compatibilidade com a vasta biblioteca de software do IBM PC fosse um atrativo de vendas, na prática o PCjr provou-se incompatível com muitos aplicativos populares para PC, parte devido a limitações de memória e parte devido a diferenças de arquitetura.
O PCjr era frequentemente adquirido por homens de negócio como uma alternativa de baixo custo ao PC, mas era rapidamente abandonado quando se verificava que não atendia às exigências de um sistema comercial. O BIOS era produzido pela mesma empresa que havia feito o BIOS do PC, mas havia várias diferenças. Na época, os programadores costumavam acessar diretamente o hardware através de comandos em código de máquina, já que isto melhorava a performance do sistema, e os compiladores para PCs eram muito limitados. Assim, os programadores tinham de pensar especificamente no PCjr ao desenvolver o código, o que a maioria não fazia. Enquanto boa parte dos programas para PC funcionavam, os pacotes comerciais populares travavam devido a incompatibilidades de hardware.  
O teclado, sozinho, já era o bastante para afundar o PCjr, mas não ter o mesmo tipo de slot de expansão foi mesmo sua sentença de morte. Quando surgiu uma placa de expansão para acrescentar um disco rígido, ela só funcionava no PC. Em seguida, surgiu um PC com disco rígido embutido, o IBM PC-XT. Nenhum desenvolvimento posterior foi feito para o PCjr; ele não era um "clone" do PC como viria a ser o primeiro Compaq, mas um computador em separado com algumas semelhanças técnicas, e que estava fadado a morrer como uma espécie de mutação mal-sucedida.  
Discutivelmente, a superioridade técnica do PCjr poderia justificar o seu alto preço de venda: era uma máquina de 16 bits competindo num mundo de 8 bits, oferecia melhor capacidade de expansão de memória, tinha um cartão de 80 colunas embutido e era mais rápido do que seus competidores. Todavia, resenhistas de computadores domésticos na época se importavam muito menos com a capacidade potencial do que com preço, software disponível e qualidade do teclado. Além disso, embora o PCjr possa ter sido superior aos concorrentes na execução de pacotes comerciais, era claramente inferior ao Commodore 64 e aos Ataris de 8 bits como plataforma de jogos; diferentemente deles, possuía capacidades muito limitadas de exibição de cores (devido ao uso de um chip gráfico similar ao CGA) e nenhum suporte para sprites gerados por hardware. Também, o coprocessador de som não era nem de longe tão avançado quanto o MOS Technology SID do C64 (embora rivalizasse com o POKEY da Atari). Dado que a "jogabilidade" de uma máquina era crucial para muitos compradores de computadores domésticos (que frequentemente adquiriam as máquinas para substituir velhos vídeo-games), isto também pesava contra o PCjr.
O PCjr era mais difícil de expandir do que muitos dos seus pretensos competidores. Ele não foi projetado para conectar um segundo acionador de disquetes, um disco rígido ou facilmente expandir a memória além de 256 Kb, o que tornou difícil cumprir a promessa de que ele rodaria aplicativos comerciais desenvolvidos para o IBM PC. Terceiros criaram expansões para o PCjr, incluindo um segundo acionador de disquetes ou um disco rígido de 20 megabytes, mas não se tornaram disponíveis rapidamente. Uma empresa em particular, a PC Enterprises, produziu vários kits de expansão úteis, incluindo uma placa de aceleração de CPU, controladora SCSI de discos rígidos, placa de vídeo VGA, drive de 3,5" e também muitos aplicativos gravados em disquetes ou cartuchos, que melhoravam a compatibilidade do PCjr com o IBM PC. A PC Enterprises não produz mais esta linha de produtos PCjr, de modo que estes itens tornam-se cada vez mais difíceis de encontrar nos dias de hoje.
Incapaz de competir com o C64, o IIe e o IIc, abandonado sozinho para aguardar a chegada do Atari ST e do Commodore Amiga, o PCjr foi retirado de linha pela IBM em meados de 1985.

## O legado do PCjr
A Tandy Corporation produziu um clone do PCjr, o Tandy 1000. Visto que o PCjr foi descontinuado duas semanas antes do lançamento do novo computador, a Tandy teve de mudar rapidamente sua estratégia de mercado. Todavia, a máquina e suas sucessoras provaram finalmente serem muito mais longevas do que o próprio PCjr, em parte porque o Tandy 1000 era vendido nas onipresentes lojas da rede Radio Shack, e em parte porque era mais barato, mais fácil de expandir e quase que inteiramente compatível com o IBM PC. Ironicamente, os padrões de som e gráficos aprimorados no qual o PCjr havia sido pioneiro, tornaram-se conhecidos como "Tandy compatíveis", com os modos gráficos estendidos eventualmente denominados de "gráficos TGA" (Tandy Graphics Adapter).
A IBM voltaria ao mercado doméstico em 1990 com uma linha muito mais bem-sucedida, os IBM PS/1. Diferentemente da separação radical existente entre o PCjr e o IBM PC, a linha PS/1 concentrou-se na compatibilidade e na confiabilidade da marca IBM.
A revista "PCjr magazine" publicou vários artigos escritos por lendas do início da indústria de computadores, como Peter Norton, que podem ser considerados memoráveis.

## Especificações técnicas
- CPU: Intel 8088, 4,77 MHz
- Memória: 64 KiB na placa-mãe, expansíveis até 128 KiB através de uma placa de expansão num slot dedicado. Posteriormente, expansões produzidas por terceiros e modificações no hardware aumentaram o limite para 736 KiB.
- Sistema operativo: IBM PC-DOS 2.10, (sem cartucho inserido ou DOS, carregava o IBM Cassette BASIC)
- Entrada/Saída: porta de cassete, porta de caneta óptica, duas portas de joystick, saída para monitor RGB, saída para vídeo composto, saída para modulador RF, saída de som, porta para teclado (com fio), sensor infravermelho de teclado (sem fio), porta serial e dois slots frontais para cartuchos.
- Expansibilidade: 3 slots internos dedicados a expansão da memória do PCjr, modem de 300 bps (não compatível com o padrão Hayes) da própria IBM (embora modens de 2400 bps compatíveis com o padrão Hayes fossem disponibilizados por terceiros) e controladoras de drive. Conector externo (sidecar) capaz de suportar outras expansões e periféricos.
- Vídeo: Motorola 6845, "CGA Plus" 
  - Modos de texto: 40×25, 80×25, 16 cores
  - Modos gráficos: 320×200×4, 640×200×2, 160×100×16, 160×200×16, 320×200×16, 640×200×4
  - Memória de vídeo: compartilhada com os primeiros 128 KiB de memória do sistema, e pode ser tão pequena quanto 2 KiB ou chegar até 96 KiB.
- Som: Texas Instruments SN76496: três vozes, 16 níveis independentes de volume por canal, ruído branco.
- Armazenamento: drive de disquete (5" 1/4) opcional ou gravador de cassetes. Outras formas de armazenamento fornecidas por terceiros.
- Teclado: 62 teclas separadas. Dois modelos, conectado por fio ou infravermelho. O primeiro modelo fornecido pela IBM era o notório teclado chiclete.